# 立山黒部貫光黒部ケーブルカー

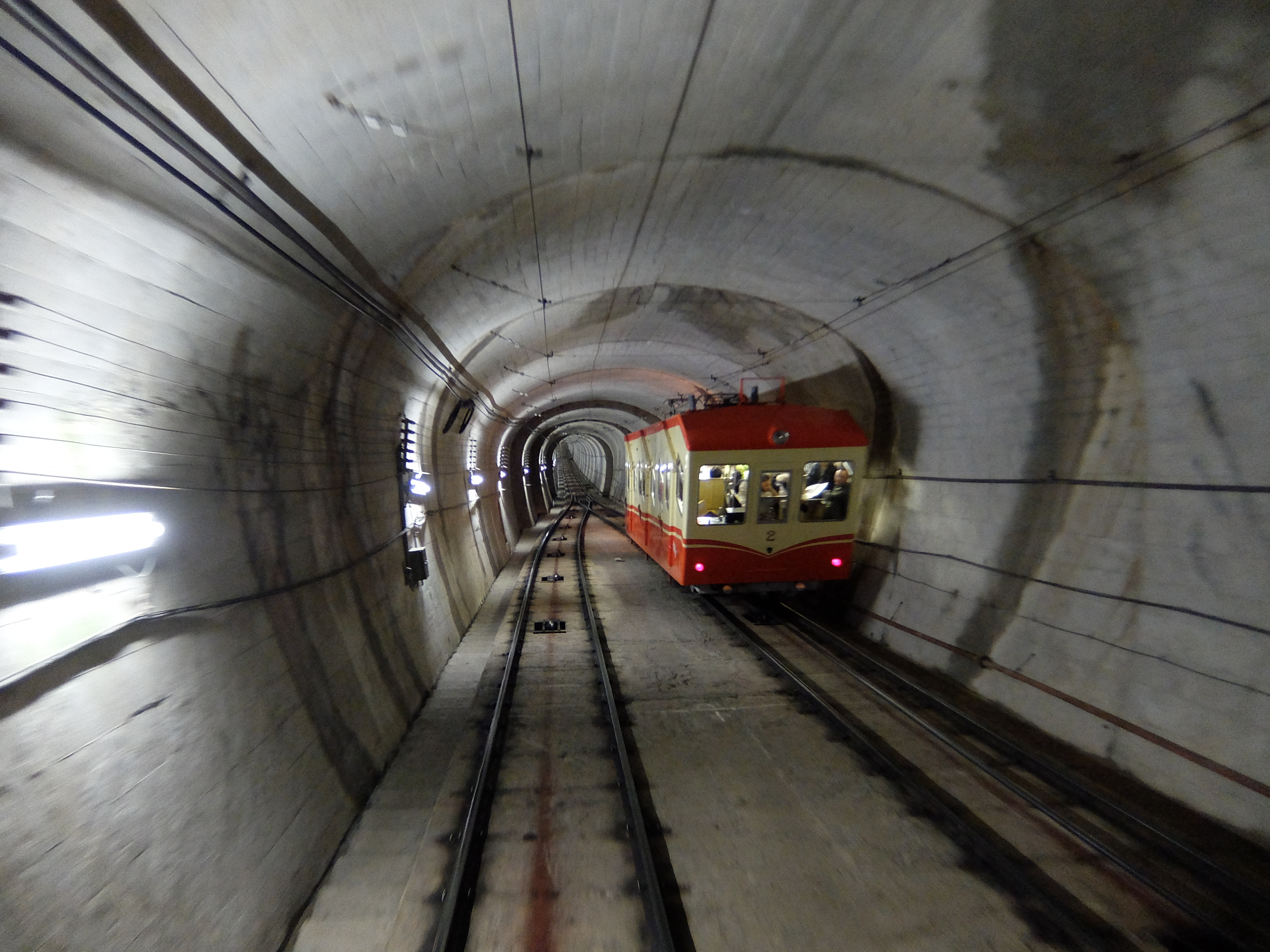
交換設備を通過する黒部ケーブルカーの車両

黒部ケーブルカー（くろべケーブルカー）は、富山県中新川郡立山町芦峅寺黒部平にある立山ロープウェイとの連絡駅の黒部平駅から、黒部ダムの左岸にある黒部湖駅までを結ぶ立山黒部貫光のケーブルカー路線。正式な路線名称は鋼索線（こうさくせん）であるが、同社の立山ケーブルカーと正式名称が重複していることもあり、案内上は用いられていない。立山黒部アルペンルートを構成する交通機関の一つである。
黒部平駅は標高1828メートル、黒部湖駅は標高1455メートルに位置し、現存する日本の鉄道路線（索道を除く）では、最も標高の高い場所を運行する。雪害を防止するため全区間が地下トンネルを通っている。

## 路線データ
- 路線距離（営業キロ）：828 m[4]
- 軌間：1067 mm[2][3]
- 駅数：2駅（起終点駅含む）
- 高低差：373 m[5]
- 運転速度：3.3 m/s[4]
- 建設費：14億円[4]

## 運行形態
所要時間4.5分。概ね20分間隔で運行。冬期は運休する。

## 車両
- 汽車製造東京製作所（東京都江東区南砂）製[6]
- 車体：アルミニウム合金（軽量化のため）[6]
- 定員：131人（乗務員1人、立席32人、座席98人）[6]
- 重量：8.8 t （車体4.0 t・台車4.8 t）[6]
- 車輪径：550 mm[6]

全区間地下構造のため、側面から車外への避難ができない。緊急時には前面の非常口から梯子を使用して避難する。

## 歴史

### 前史
- 1965年（昭和40年）3月31日 - 「立山黒部貫光株式会社の鋼索式地方鉄道敷設免許申請について」を運輸審議会へ諮問[7]
- 1965年（昭和40年）4月30日 - 運輸審議会が「立山黒部貫光株式会社申請の新丸山・黒部ダム左岸間0.7キロの鋼索式地方鉄道の敷設は、免許することが適当である。」と答申[7]

### 開業後
- 1969年（昭和44年）7月20日 - 黒部湖 - 黒部御前間が開業[1][2][3]
- 1970年（昭和45年） - 黒部御前駅を黒部平駅に改称[5]

## 駅一覧
黒部湖駅 - 黒部平駅

## 接続路線
- 黒部湖駅：関電トンネル電気バス黒部ダム駅まで徒歩約15分
- 黒部平駅：立山ロープウェイ